# U-304
U-304 — средняя немецкая подводная лодка типа VIIC времён Второй мировой войны.

## История
Заказ на постройку субмарины был отдан 7 декабря 1940 года. Лодка была заложена 26 июня 1941 года на верфи Флендер-Верке, Любек, под строительным номером 304, спущена на воду 13 июня 1942 года. Лодка вошла в строй 5 августа 1942 года под командованием лейтенанта Хайнца Коха.

### Флотилии
- 5 августа 1942 года — 31 марта 1943 года — 8-я флотилия (учебная)
- 1 апреля — 28 мая 1943 года — 1-я флотилия

### История службы
Лодка совершила один боевой поход, успехов не достигла. Потоплена 28 мая 1943 года в Северной атлантике к юго-востоку от мыса Фарвель, Гренландия, в районе с координатами 54°50′ с. ш. 37°20′ з. д. глубинными бомбами с британского самолёта типа «Либерейтор». 46 погибших (весь экипаж).